# Pheia xanthozona
Pheia xanthozona är en fjärilsart som beskrevs av Paul Dognin 1910. Pheia xanthozona ingår i släktet Pheia och familjen björnspinnare. Inga underarter finns listade i Catalogue of Life.